# Ludwik Kadyi
Ludwik Kadyi (ur. 1819, zm. 23 lutego 1889 we Lwowie) – c.k. urzędnik, doktor praw, starosta powiatu brzeskiego około 1870–1871, starosta powiatu jarosławskiego w 1883, starosta powiatu bocheńskiego.
Ojciec Henryka Kadyiego. Ukończył studia na Uniwersytecie Lwowskim w 1835. Pochowany na Cmentarzu Łyczakowski we Lwowie.